# Abitibi-Témiscamingue
Abitibi-Témiscamingue és una regió administrativa del Quebec situada a l'oest d'aquesta província canadenca. Està dividida en 4 municipalitats regionals de comtat (MRC) i 79 municipis.

## Demografia
- Població: 145 097 (2005)
- Superfície: 57 340 km²
- Densitat: 2,5 hab./km²
- Taxa de natalitat: 10,1‰ (2005)
- Taxa de mortalitat: 7,2‰ (2005)

Font: Institut de la statistique du Québec

## Organització territorial

### Municipalitats regionals de comtat
- Abitibi, la capital de la qual és la ciutat d'Amos.
- Abitibi-Ouest, la capital de la qual és la ciutat de La Sarre.
- La Vallée-de-l'Or, la capital de la qual és la ciutat de Val-d'Or.
- Témiscamingue, la capital de la qual és la ciutat de Ville-Marie.

### Territoris equivalents
- Ciutat de Rouyn-Noranda
- Reserva índia de Kebaowek
- Reserva índia de Lac-Simon
- Reserva índia de Pikogan
- Reserva índia de Timiskaming